# Corchorus
Corchorus is een geslacht uit de kaasjeskruidfamilie (Malvaceae). De soorten uit het geslacht komen wereldwijd voor in (sub)tropische gebieden. Van de stengels van de plantensoorten uit dit geslacht wordt jute gemaakt.

## Soorten
- Corchorus aestuans L.
- Corchorus africanus Bari
- Corchorus angolensis Exell & Mendonça
- Corchorus aquaticus Rusby
- Corchorus argillicola Moeaha & P.J.D.Winter
- Corchorus asplenifolius Burch.
- Corchorus aulacocarpus Halford
- Corchorus baldaccii Mattei
- Corchorus brevicornutus Vollesen
- Corchorus capsularis L.
- Corchorus carnarvonensis Halford
- Corchorus chrozophorifolius (Baill.) Burret
- Corchorus cinerascens Deflers
- Corchorus confusus Wild
- Corchorus congener Halford
- Corchorus cunninghamii F.Muell.
- Corchorus deccanensis H.B.Singh & M.V.Viswan.
- Corchorus depressus (L.) Stocks
- Corchorus elachocarpus F.Muell.
- Corchorus elderi F.Muell.
- Corchorus erodioides Balf.f.
- Corchorus fascicularis Lam.
- Corchorus foliosus Spreng.
- Corchorus gillettii Bari
- Corchorus hamatus Baker
- Corchorus hirsutus L.
- Corchorus hirtus L.
- Corchorus hygrophilus A.Cunn. ex Benth.
- Corchorus incanus Halford
- Corchorus junodii (Schinz) N.E.Br.
- Corchorus kirkii N.E.Br.
- Corchorus laniflorus Rye
- Corchorus lasiocarpus Halford
- Corchorus leptocarpus A.Cunn. ex Benth.
- Corchorus longipedunculatus Mast.
- Corchorus macropetalus (F.Muell.) Domin
- Corchorus macropterus G.J.Leach & Cheek
- Corchorus merxmuelleri Wild
- Corchorus mitchellensis Halford
- Corchorus neocaledonicus Schltr.
- Corchorus obclavatus Halford
- Corchorus olitorius L.
- Corchorus orinocensis Kunth
- Corchorus parviflorus (Benth.) Domin
- Corchorus parvifolius Sebsebe
- Corchorus pascuorum Domin
- Corchorus pinnatipartitus Wild
- Corchorus psammophilus Codd
- Corchorus pseudo-olitorius Islam & Zaid
- Corchorus pseudocapsularis Schweinf.
- Corchorus puberulus Halford
- Corchorus pumilio R.Br. ex Benth.
- Corchorus reynoldsiae Halford
- Corchorus saxatilis Wild
- Corchorus schimperi Cufod.
- Corchorus sericeus Ewart & O.B.Davies
- Corchorus siamensis Craib
- Corchorus sidoides F.Muell.
- Corchorus siliquosus L.
- Corchorus subargentus Halford
- Corchorus sublatus Halford
- Corchorus sulcatus I.Verd.
- Corchorus tectus Halford
- Corchorus thozetii Halford
- Corchorus tiniannensis Hosok.
- Corchorus tirunelveliensis Kalaiselvan, Selvak. & Rajakumar
- Corchorus tomentellus F.Muell.
- Corchorus torresianus Gaudich.
- Corchorus tridens L.
- Corchorus trilocularis L.
- Corchorus urticifolius Wight & Arn.
- Corchorus velutinus Wild
- Corchorus walcottii F.Muell.

... · 
Abelmoschus · 
Abroma · 
Abutilon · 
Acaulimalva · 
Acropogon · 
Akrosida · 
Allosidastrum · 
Allowissadula · 
Apeiba · 
Ayenia · 
Bakeridesia · 
Adansonia (Baobab) · 
Alcea · 
Althaea (Heemst) · 
Anisodontea · 
Anoda · 
Argyrodendron · 
Bastardia · 
Berrya · 
Bombax · 
Brachychiton · 
Brownlowia · 
Burretiodendron · 
Byttneria · 
Callirhoe · 
Carpodiptera · 
Cavanillesia · 
Ceiba · 
Chiranthodendron · 
(Chorisia) · 
Cola · 
Colona · 
Commersonia · 
Corchorus · 
Craigia · 
Cristaria · 
Cullenia · 
Diplodiscus · 
Dombeya · 
Duboscia · 
Durio · 
Entelea · 
Eremalche · 
Eriolaena · 
Eriotheca · 
Firmiana · 
Franciscodendron · 
Fremontodendron · 
Fuertesimalva · 
Glyphaea · 
Gossypium (Katoenplant) · 
Grewia · 
Guichenotia · 
Gynatrix · 
Gyranthera · 
Hampea · 
Hannafordia · 
Helicteres · 
Heliocarpus · 
Herissantia · 
Heritiera · 
Hermannia · 
Hibiscadelphus · 
Hibiscus · 
Hildegardia · 
Hoheria · 
Horsfordia · 
Howittia · 
Huberodendron · 
Iliamna · 
Keraudrenia · 
Kleinhovia · 
Kokia · 
Kosteletzkya · 
Kostermansia · 
Kydia · 
Lagunaria · 
Lasiopetalum · 
Lavatera · 
Lawrencia · 
Lebronnecia · 
Luehea · 
Lysiosepalum · 
Macrostelia · 
Malacothamnus · 
Malope · 
Malva (Kaasjeskruid) · 
Malvaviscus · 
Malvella · 
Matisia · 
Megistostegium · 
Melhania · 
Melochia · 
Microcos · 
Nayariophyton · 
Nesogordonia · 
Ochroma · 
Pachira · 
Palaua · 
Pavonia · 
Pentace · 
Pentaplaris · 
Phragmotheca · 
Phymosia · 
Pseudobombax · 
Pterospermum · 
Pterygota · 
Quararibea · 
Radyera · 
Reevesia · 
Rhodognaphalon · 
Robinsonella · 
Rulingia · 
Scaphium · 
Scaphopetalum · 
Schoutenia · 
Scleronema · 
Senra · 
Sida · 
Sidalcea · 
Sparrmannia · 
Sphaeralcea · 
Sterculia · 
Symphyochlamys · 
Talipariti · 
Theobroma · 
Thespesia · 
Thomasia · 
Tilia (Linde) · 
Triplochiton · 
Triumfetta · 
Trochetia · 
Trochetiopsis · 
Urena · 
Waltheria · 
Wercklea · 
Wissadula · 
...